# رابرت بنتلی تاد
رابرت بنتلی تاد (انگلیسی: Robert Bentley Todd؛ ۹ آوریل ۱۸۰۹ – ۳۰ ژانویهٔ ۱۸۶۰) پزشک اهل ایرلند بود که بابت توصیف حالات پس از تشنج در سال ۱۸۴۹ و تشریح فلج تاد شهرت دارد. او همچنین طی مقالاتی، ماهیت و روش درمان دلیریوم را تشریح نمود. وی دانش‌آموختهٔ کالج ترینیتی دوبلین و کالج پمبروک، آکسفورد بود و از سال ۱۹۳۶ استاد کینگز کالج لندن و همچنین از ۱۸۳۸ همکار انجمن سلطنتی شد.